# Skohalvøen
Skohalvøen udgør nordligste del af Håbo kommun Uppsala län i Sverige.  Mod nord afgrænses halvøen af  , Ekoln. Mod øst  afgrænses den af Skofjärden og vest af Gorran. Ekoln, Skofjärden og Gorran er nordlige dele af Mälaren. 
Skohalvön har været befolket langt tilbage i tiden, og en gang i 1100-tallet opstod  et magtcentrum på halvøen. Bevarede resultater af detta er Flasta kirkeruin og Skoklosters kirke.  Skoklosters sogn dækker den dordlige del af halvøen, Häggeby sogn den sydlige. På halvøen finns to mindre landsbyer; Söderskogen og Slottsskogen. Ved Skoklosters slot er der en kro og tidligere et motormuseum. I årene 1993 og 2007 holdtes middelalderfestivalen Skoklosterspelen hvert år, og i 2012 blev der igen holdt et arrangement ved slottet. Halvøen har både skov og dyrkede marker, og  mod nordvest ligger naturreservatet Arnöhuvud. 

## Eksterne kilder og henvisninger
- Autio, Tulla,Hermodsson, Örjan, Hembygd Håbo (1987) ISSN 0282-2059
- Kylsberg, Bengt, Sekelringar (2001)
- Flasta kyrkoruin - ett restaureringsförslag Arkiveret 4. marts 2016 hos  Wayback Machine læst 12. august 2012

59°42′31.08″N 17°35′28.21″Ø / 59.7086333°N 17.5911694°Ø